# Salvia leucophylla
Cây xô thơm tím (Salvia leucophylla) là một loài thực vật có hoa trong họ Hoa môi. Loài này được Greene miêu tả khoa học đầu tiên năm 1892.

## Hình ảnh

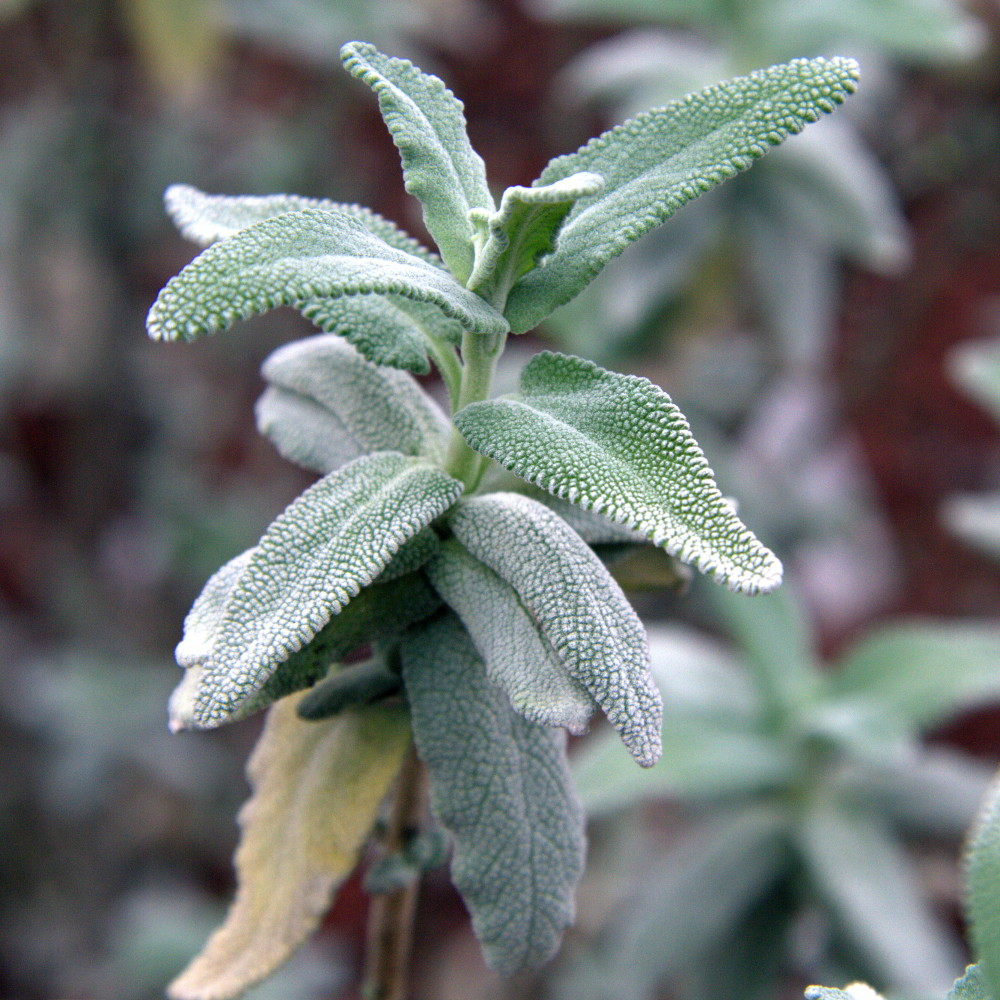
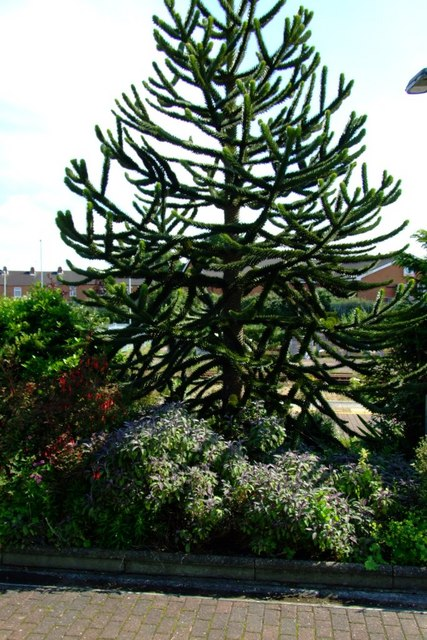
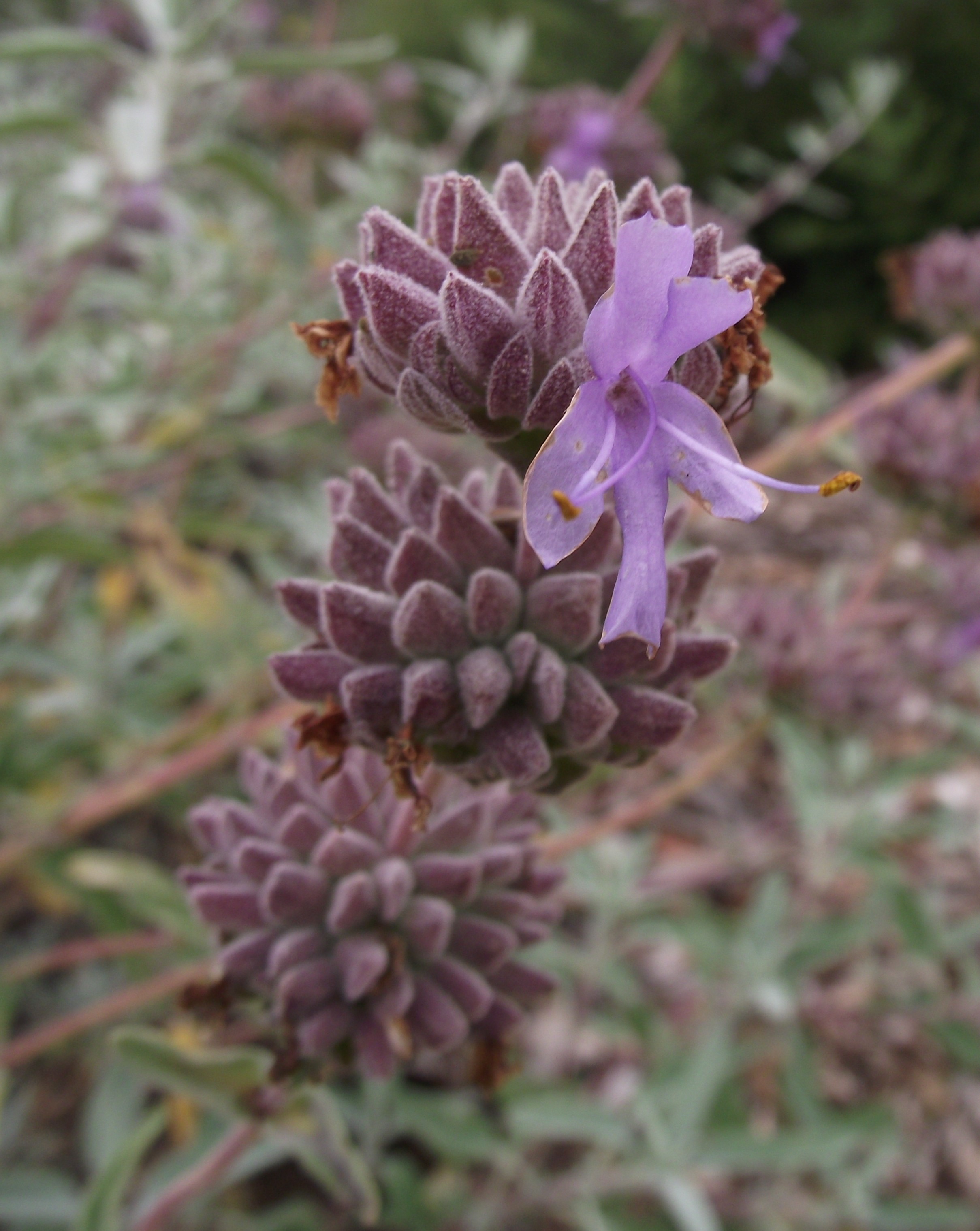